# Kate Douglass
Pour les articles homonymes, voir Douglass.
Kate Douglass, née le 17 novembre 2001 à New York, est une nageuse américaine. Elle reçoit la médaille de bronze du 200 m 4 nages lors des Jeux olympiques d'été de 2020.

## Carrière
Elle remporte la médaille de bronze du 200 m 4 nages lors des Jeux olympiques d'été de 2020 derrière la Japonaise Yui Ōhashi et sa compatriote Alex Walsh.
À l'occasion des championnats du monde 2022 à Budapest, Kate Douglass remporte trois médailles de bronze sur 200 m brasse, 4 × 100 m nage libre féminin et 4 × 100 m nage libre mixte.
Lors des championnats du monde en petit bassin 2022 à Melbourne, elle obtient sept médailles dont cinq titres mondiaux sur 200 m brasse, 200 m quatre nages, relais 4 × 50 m nage libre, 4 × 50 m quatre nages mixte et 4 × 100 m quatre nages féminin.
En 2023, elle devient championne du monde du 200 m quatre nages à Fukuoka au Japon. Lors de cette même compétition, elle glane également le titre du relais 4 × 100 m quatre nages, ainsi que les médailles d'argent du 200 m brasse, du relais 4 × 100 m nage libre féminin et du relais 4 × 100 m nage libre mixte. Elle parachève sa collection avec la médaille de bronze du relais 4 × 100 m quatre nages mixte quittant ainsi les championnats avec six médailles.

## Palmarès

### Jeux olympiques
- Jeux olympiques de 2020 à Tokyo 
  -  Médaille de bronze du 200 m quatre nages.
- Jeux olympiques de 2024 à Paris 
  -  Médaille d'or du 200 m brasse.
  -  Médaille d'or du relais 4 × 100 m quatre nages.
  -  Médaille d'argent du 200 m quatre nages.
  -  Médaille d'argent du relais 4 × 100 m nage libre.

### Championnats du monde

#### Grand bassin
- Championnats du monde 2022 à Budapest 
  -  Médaille de bronze du 200 m brasse.
  -  Médaille de bronze du relais 4 × 100 m nage libre.
  -  Médaille de bronze du relais 4 × 100 m nage libre mixte (participe uniquement aux séries).

- Championnats du monde 2023 à Fukuoka 
  -  Médaille d'or du 200 m quatre nages.
  -  Médaille d'or du relais 4 × 100 m quatre nages.
  -  Médaille d'argent du 200 m brasse.
  -  Médaille d'argent du relais 4 × 100 m nage libre.
  -  Médaille d'argent du relais 4 × 100 m nage libre mixte.
  -  Médaille de bronze du relais 4 × 100 m quatre nages mixte.

- Championnats du monde 2024 à Doha 
  -  Médaille d'or du 200 m quatre nages.
  -  Médaille d'or du relais 4 × 100 m quatre nages mixte.
  -  Médaille d'argent du 50 m nage libre.
  -  Médaille d'argent du 200 m brasse.
  -  Médaille de bronze du relais 4 × 100 m nage libre mixte.

- Championnats du monde 2025 à Singapour
  -  Médaille d'or du 200 m brasse.
  -  Médaille d'or du 4 x 100 m quatre nages.
  -  Médaille d'or du relais 4 × 100 m nage libre mixte.
  -  Médaille d'argent du 100 m brasse.
  -  Médaille d'argent du relais 4 × 100 m nage libre.

#### Petit bassin
- Championnats du monde 2021 à Abou Dabi 
  -  Médaille d'or du relais 4 × 50 m nage libre.
  -  Médaille d'or du relais 4 × 100 m nage libre.
  -  Médaille d'argent du relais 4 × 50 m quatre nages.
  -  Médaille d'argent du relais 4 × 50 m quatre nages mixte.
  -  Médaille de bronze du 200 m quatre nages.

- Championnats du monde 2022 à Melbourne 
  -  Médaille d'or du 200 m brasse.
  -  Médaille d'or du 200 m quatre nages.
  -  Médaille d'or du relais 4 × 50 m nage libre.
  -  Médaille d'or du relais 4 × 50 m quatre nages mixte.
  -  Médaille d'or du relais 4 × 100 m quatre nages.
  -  Médaille d'argent du relais 4 × 100 m nage libre.
  -  Médaille d'argent du relais 4 × 50 m quatre nages.